# Каниак, Беньямин
Беньямин (Бени) Каниак (род. 1959, Израиль) — израильский военный деятель.
Проходил армейскую службу в спецподразделении «Шакед» (окончил в звании капитана). На службе в полиции с 1982 г. Занимал ряд руководящих должностей, в том числе, начальника отделения полиции в Ришон Ле-Ционе, командира Школы полицейских, главы областного управления полиции (Ха-Шарон) и зам начальника Центрального округа.
В ноябре 2003 г. был назначен начальником Центрального округа полиции. На этой должности привлек к себе внимание СМИ в 2004 г. в результате широкомасштабной операции против наркоторговли в Лоде. В ходе операции «Зеленый остров в море» здесь были ликвидированы 33 точки по распространению наркотиков.
В ноябре 2005 г. — зам генинспектора полиции.
С 27 марта 2006 г. возглавляет Управление тюрем (ШАБАС).